# Zvočna knjiga
Zvočna knjiga ali govoreča knjiga je zvočni zapis besedila knjige.
To je bralni posnetek teksta. Prvotno je bila namenjena za slepe in slabovidne. Govorjeni posnetek je bil na voljo v šolah, splošnih knjižnicah in v manjši meri tudi v trgovinah z glasbo.

## Formati
Prve zvočne knjige so bile zapisane na gramofonske plošče. Kasneje so začeli posnetke govorjenih besedil zapisovati na CD-je,kasete in prenosljive digitalne formate MP3 (mp3), Windows Media Audio (wma), Advence Audio Coding (acc), ali pa so naložene in prodane skupaj s predvajalno napravo.

## Uporaba
Sprva je bila zvočna knjiga namenjena slepim, ki niso znali brati Braillove pisave. Program se je imenoval "Books for Adult Blind Project" in prva govoreča knjiga je izšla leta 1932. Kasneje so z njimi začeli učiti otroke brati in povečevati njihovo bralno razumevanje. Zvočne knjige ohranjajo ustno obliko pripovedovanja zgodb, pripovedi, zvočni efekti, osvajanje novega besedišča pa prispevajo k bralnim izkušnjam. Ena od prednosti govoreče knjige je, da lahko poslušalci ob poslušanju sledijo v tiskani izdaji knjige in se s tem naučijo pravilne izgovorjave ali popravijo narobe naučene besede. Ta način je prišel v uporabo predvsem pri učenju tujih jezikov.
Danes se uporablja v zelo širokem spektru. S svojim formatom omogočajo poslušalcem, da počnejo več stvari obenem. Zelo popularno postaja med odrasli poslušanje zgodb med vožnjo v avtomobilu, na javnem transportu, med telovadbo ali kot sproščanje pred spanjem. Vendar je treba poudariti, da tako poslušanje nima več učne funkcije. Anketa je pokazala, da je povprečna starost žensk, ki poslušajo zvočne knjige, 45 in moških 47 let.

## Zgodovina
V preteklosti so z ustnim pripovedovanjem zgodb, balad in poezije širili znanje, zato bi lahko rekli, da so začetki govoreče knjige nastali še preden so začeli tiskati knjige. Leta 1877 je Thomas Edison izumil gramofon, s tem so postavili temelje za snemanje vokalne interpretacije literature.
Kot že omenjeno je leta 1931 začel Kongres Zduženih držav Amerike izvajati program govoreče knjige. Naslednje leto so izšle prve zvočne knjige. J.P. Harrington je leta 1933 začel z gramofonom, katerega je poganjala avtomobilska baterija, na aluminijaste plošče snemati ustno izročilo indijanskih plemen.
Z razvojem prenosnih snemalnih kaset, so te postale zelo priljubljene. Okoli leta 1960 so knjižnice postale vir prosto dostopnih zvočnih knjig na vinilnih ploščah in kasetah. Leta 1986 se je ustanovilo združenje šestih založnikov, »The Audio Publisher Association«, z namenom ozaveščati potrošnike o bralnih posnetkih teksta. Kasneje, leta 1996, so ustanovili nagrade za zvočne knjige »Audie Awards«. Sčasoma so iz kaset prešli na novejše formate, CD-je. S prihodom interneta, novih stisnjenih avdio formatov in prenosljivih medijev, se je priljubljenost zvočnih knjig povečala.
V Sloveniji so začeli snemati govoreče knjige na magnetne trakove leta 1958. Največja zbirka zvočnih knjig se nahaja v knjižnici Zveze društev slepih in slabovidnih. V knjižnici Minke Skaberne za slepe in slabovidne imajo štiri snemalne studie, v katerih so zadnjih 5 let, odkar so začeli izdajati govoreče knjige na zgoščenkah letno izdali 150 knjig. Založba Sanje je leta 1999 začela z založniškim projektom Pesmi in balade avtorja Janeza Menarta. Leto zatem so razvili zbirko zvočnih knjig, s katero so prvič v zvočni obliki predstavili celotno Prešernovo Poezijo s Krstom pri Savici. Zasnovali so tudi zbirko mednarodnih zvočnih knjig, h katere ustvarjanju so pritegnili svetovno znane ustvarjalce. Na spletni strani Biblija.net je potekal audio projekt za Sveto pismo, pri katerem je lahko poljubni prostovoljec posnel branje katerega odlomka. Večina Svetega pisma je bila posneta in objavljena. Toda uredniki spletne strani biblija.net so kasneje te posnetke odstranili in niso več na voljo.